# Напад на аутобус код Лужана
Напад на аутобус код Лужана догодио се 1. маја 1999. у 13:50 током НАТО бомбардовања СРЈ. У нападу је пројектилом погођен аутобус „Ниш експреса” који је прелазио мост у месту Лужане, 20 km северно од Приштине. Пројектил је преполовио аутобус након чега је један део пао у реку, а други је остао на мосту. Напад су преживела само четири путника.
У другом нападу, који је уследио 50 минута касније, оштећено је амбулантно возило које је дошло да помогне повређенима, а један лекар службе хитне помоћи је повређен.
У нападу је страдало 46 људи и српске и албанске националности, укључујући и 14 деце.
НАТО је 2. маја признао одговорност за напад на аутобус, али је изнео твдрњу да је аутобус „случајно погођен” и да је мета напада био мост којим су се кретале снаге војске и полиције.